# Бресница (Плетерница)
Бресница је насељено место у саставу града Плетернице, у западној Славонији, Република Хрватска.

## Историја
До нове територијалне организације налазило се у саставу бивше велике општине Славонска Пожега.

## Становништво
Насеље је према попису становништва из 2011. године имало 218 становника.
| Националност       | 1991.        |
| Хрвати             | 213 (78,30%) |
| Срби               | 54 (19,85%)  |
| Југословени        | 1 (0,36%)    |
| остали и непознато | 4 (1,47%)    |
| Укупно             | 272          |